# Sheena Tostaová
Sheena Tostaová, rozená Johnsonová (* 1. října 1982 Camden, New Jersey, USA), je bývalá americká atletka, která startovala na 400 metrů překážek. Její osobní nejlepší čas je 52,95 sekund, dosažený v červenci 2004 v Sacramentu. Na olympijských hrách v roce 2008 získala stříbrnou medaili za 400 metrů překážky.
Na letních olympijských hrách v roce 2004 skončila čtvrtá a osmá na světovém atletickém finále 2006. V letech 2007 a 2009 reprezentovala svou zemi na mistrovství světa v atletice .